# Spektrumanalysator

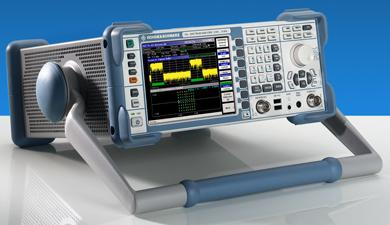
En spektrumanalysator

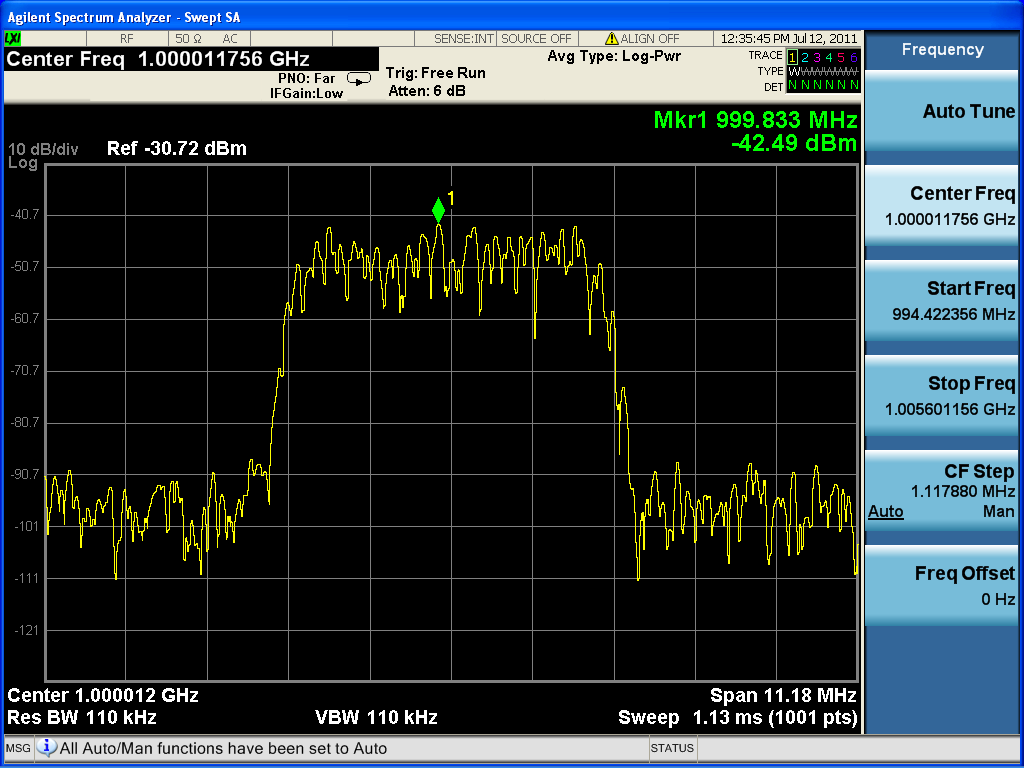
Skärmen hos en spektrumanalysator

En spektrumanalysator mäter styrka kontra frekvens istället för styrka kontra tid som ett oscilloskop gör, inom instrumentets frekvensområde. Det huvudsakliga användningsområdet är att mäta effekten inom det spektrum som kända och okända signaler ger. Spektrumanalysatorer mäter elektriska signaler, men spektrum från andra signaler, såsom akustiska tryckvågor och optiska ljusvågor, kan behandlas genom att använda lämplig sensor.
Genom att analysera elektriska signalers spektrum kan dominant frekvens, effekt, distorsion, harmoniska frekvenser, bandbredd, och andra spektrumkomponenter som är svåra att observera och upptäcka i en signal som visas med tidsdomänens vågformer (styrka vs tid). Dessa parametrar är användbara för att karakterisera elektronikkonstruktioner, såsom trådlösa sändare.
Skärmen hos en spektrumanalysator visar frekvens på den horisontella axeln och amplitud på den vertikala axeln.  För en flyktig observatör kan en spektrumanalysator se ut som ett oscilloskop, och faktiskt så kan en del laboratorieinstrument fungera både som oscilloskop och spektrumanalysator.
Spektrumanalysatorns typ dikteras av den metod som används för att hämta in signalspektrumet. Det finns svep-avstämda och FFT baserade spektrumanalysatorer:
- Svep-avstämd spektrumanalysator använder en superheterodynmottagare för att nerkonvertera en del av insignalens spektrum (genom att använda en spänningsstyrd oscillator och en mixer) till centerfrekvensen hos ett bandpassfilter. Med en superheterodyn arkitektur, sveper den spänningsstyrda oscillatorn genom ett område av frekvenser, och möjliggör bearbetandet av det fulla frekvensområdet hos instrumentet.
- FFT spektrumanalysator beräknar den diskreta fourier transformen (DFT), en matematisk process som omformar vågformen till dess frekvensspektrum, hos insignalen.

Vissa spektrumanalysatorer, som jobbar i realtid, använder en hybridteknik där den inkommande signalen först nerkonverteras till en lägre frekvens genom att använda superheterodyntekniker och sedan analyseras genom att använda snabba fouriertransform (FFT) tekniker.

## Konstruktionsprinciper
Huvudsakligen kan man urskilja två olika typer av spektrumanalysatorer baserat på konstruktionsprincip nämligen den Analoga och Fouriertransform-analysatorn. 

### Analog
Den ena principen är analog design där funktionen uppnås genom att man sveper ett smalbandigt bandpassfilter och presenterar centrumfrekvensen på X-axeln och den detekterade nivån utan fasinformation på Y-axeln. Instrument av denna typ tillverkas med mottagning upp till mycket höga frekvenser. Kommersiella instrument finns upp till minst 67 GHz. Observera att moderna instrument av denna konstruktion inte upplevs som analoga instrument då de har digital presentation av mätdata och användarinterfacet är digitalt - dock är funktionsprincipen fortfarande analog. I vissa sammanhang kallas äldre instrument med CRT för analoga och nyare instrument med TFT skärmar för digitala - detta är då inte samma sak som en FFT-analysator.

### Fouriertransform (FFT)
Den andra principen är att man samplar mätsignalen med hög frekvens (enligt nyquistteoremet minst med dubbla samplingsfrekvensen mot högsta ingående frekvenskomponent hos mätsignalen). Därefter räknar man ut signalens frekvenskomponenter med hjälp av en Fouriertransformation. Instrument som arbetar enligt denna princip kallas ofta lite felaktigt för FFT -analysatorer trots att det inte alltid är FFT-algoritmen som används internt vid transformeringen från tidsdomän till frekvensdomän. Instrument av denna typ används företrädesvis vid analys av signaler av lägre frekvens och har fördelen att de lättare kan göras med mycket smal bandbredd och kan även presentera fasinformation.

## Användningsområde
Samma instrument kan ibland användas till olika områden, men då dessa instrument kan vara mycket dyra är de i praktiken ofta specialiserade för olika mätfall/användningsområden.

### Elektromagnetisk kompatibilitet
För mätning med avseende på elektromagnetisk kompatibilitet (EMC) används nästan uteslutande analoga instrument i kombination med olika antenner, samt förförstärkare (vid mätningar av utstrålad emission och med LISN vid mätningar av ledningsbunden emission.  Instrument för detta går vanligen upp till 3 GHz då det täcker en stor del av de mätningar som krävs för produktgodkännande enligt CE.

### HF och radio
Till detta användningsområde används nästan uteslutande analoga instrument och det ställs här ofta extrema krav på upplösning, bandbredd, frekvensnoggrannhet och liknande vilket gör att det är i denna kategori man hittar de allra dyraste instrumenten. Instrument till detta går kan gå upp till flera 10-tals GHz.

### Sensoranalys
Till detta användningsområde används oftast FFT analysatorer då denna teknik ger fördelar som gör den det idealiska valet för en mängd olika tillämpningar, inklusive akustik, vibrationer, bullermätning, och allmän elektronisk användning. Till detta användningsområde så kopplas ofta instrumentet till sensorer som mikrofon, hydrofon, vibrationsgivare och liknande.